# Flaga stanowa Oregonu

strona odwrotna, symbolika - nieznana

Pod tarczą herbową jest data przyjęcia Oregonu do Unii. Bielik amerykański jest symbolem opieki, a 33 gwiazdy oznaczają, że był to 33 stan Unii. W herbie jest słońce zachodzące nad Oceanem Spokojnym, na którym widać dwa statki - odpływający angielski i przypływający amerykański. Wóz na lądzie symbolizuje pierwszych osadników. Snop zboża i pług symbolizują rolnictwo, a kilof górnictwo.
Ustanowiona 15 kwietnia 1925 roku. Proporcje nieustalone.